# سیدنی پیکرم
سیدنی پیکرم (انگلیسی: Sydney Pickrem؛ زادهٔ ۲۱ مهٔ ۱۹۹۷) شناگر اهل کانادا است.
وی در مسابقات کشوری و بین‌المللی در مجموع برندهٔ ۲ مدال نقره، ۷ مدال برنز شده‌است.